# Seleção Haitiana de Handebol Masculino
A Seleção Haitiana de Handebol Masculino representa o Haiti nas competições internacionais de handebol organizadas pela Confederação da América do Norte e do Caribe de Handebol (NACHC), pela Federação Internacional de Handebol (IHF) e pelo Comitê Olímpico Internacional (COI), e é governada pela Fédération Haitienne de Handball.
A Fédération Haitienne de Handball é membro da IHF desde 2004 e da NACHC desde 2019. A equipe nacional ainda está em formação e participou de seu primeiro torneio internacional em 2019, quando competiu no Campeonato de Nações Emergentes da América do Norte e do Caribe da IHF  e terminou em oitavo lugar entre doze equipes. Nesse torneio para países em desenvolvimento de handebol na América do Norte e no Caribe, organizado pela IHF, eles venceram São Cristóvão e Névis (36:32) na rodada preliminar e perderam para a República Dominicana (16:57). Nas quartas de final, perderam para Porto Rico (19:41) e na rodada de colocação perderam para Martinica (17:48) e Canadá (16:56).

## Competições

### Campeonato de Nações Emergentes da América do Norte e do Caribe da IHF
| Ano  | Fase                | Posição | JG | V | E | D | GF | GS  | DF  |
| ---- | ------------------- | ------- | -- | - | - | - | -- | --- | --- |
| 2019 | Disputa do 7º lugar | 8º      | 5  | 3 | 0 | 2 | 99 | 192 | -93 |